# Brangović
Brangović (en serbe cyrillique : Бранговић) est un village de Serbie situé sur le territoire de la Ville de Valjevo, district de Kolubara. Au recensement de 2011, il comptait 136 habitants.

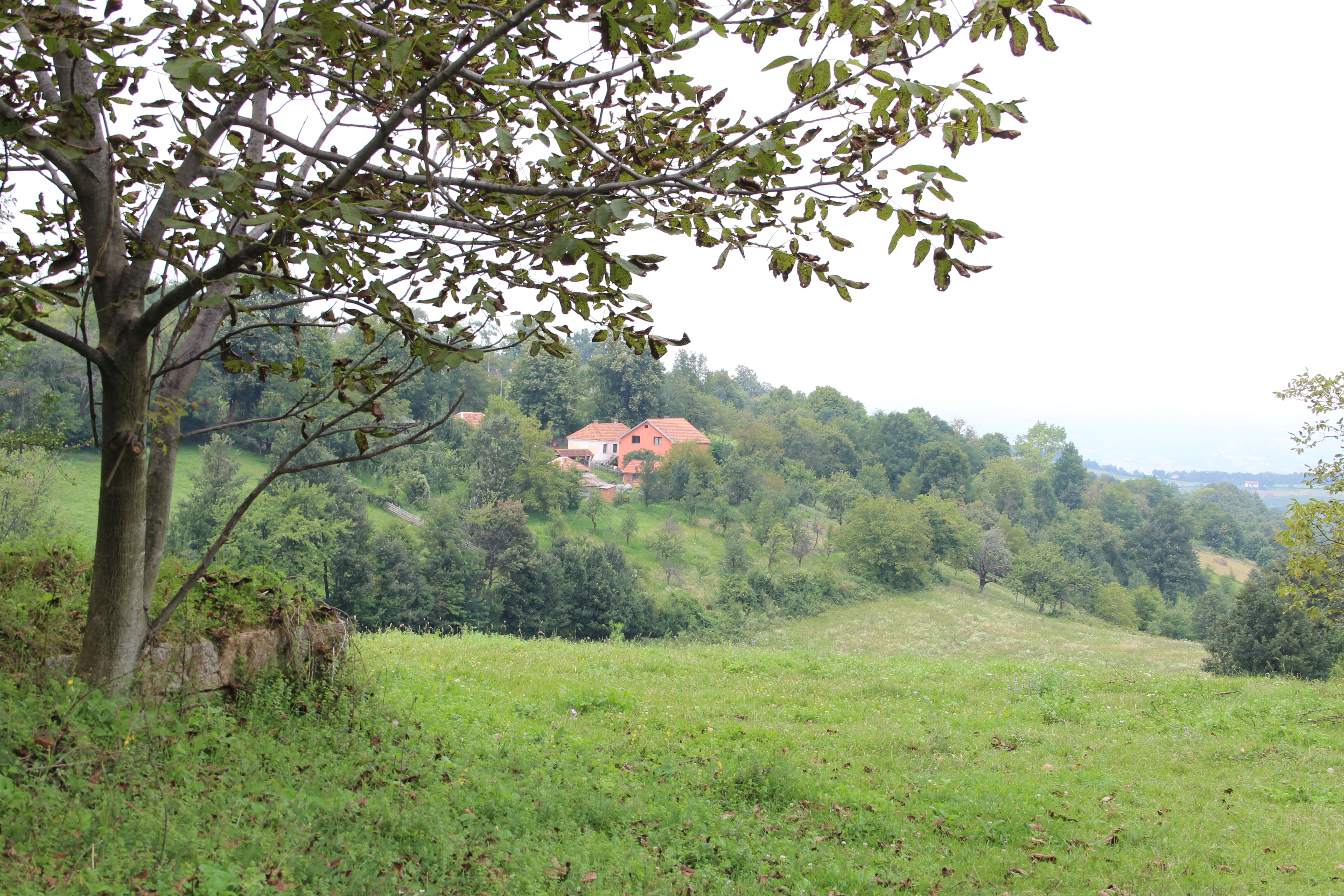
Brangovic - panorama
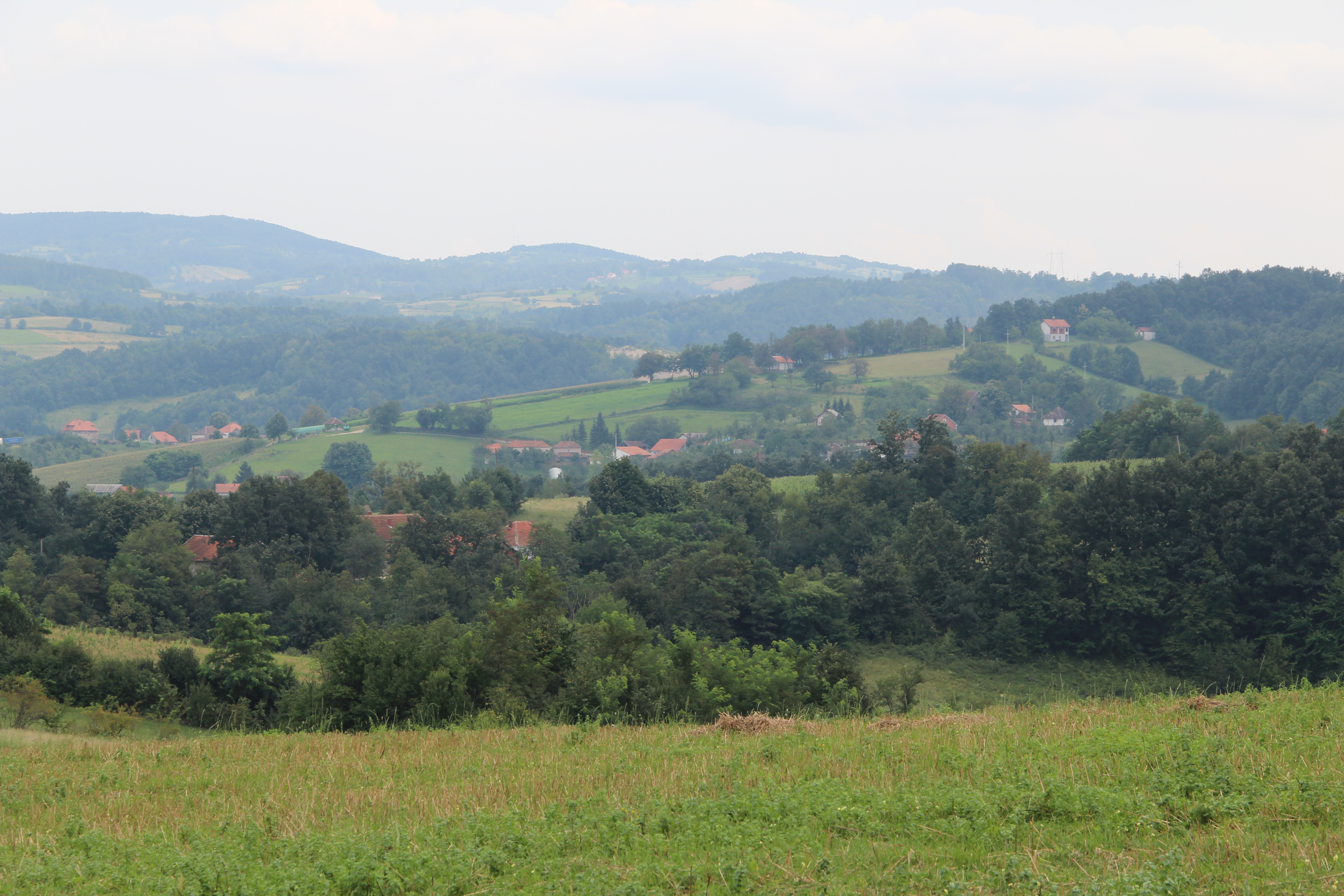
Brangovic - panorama
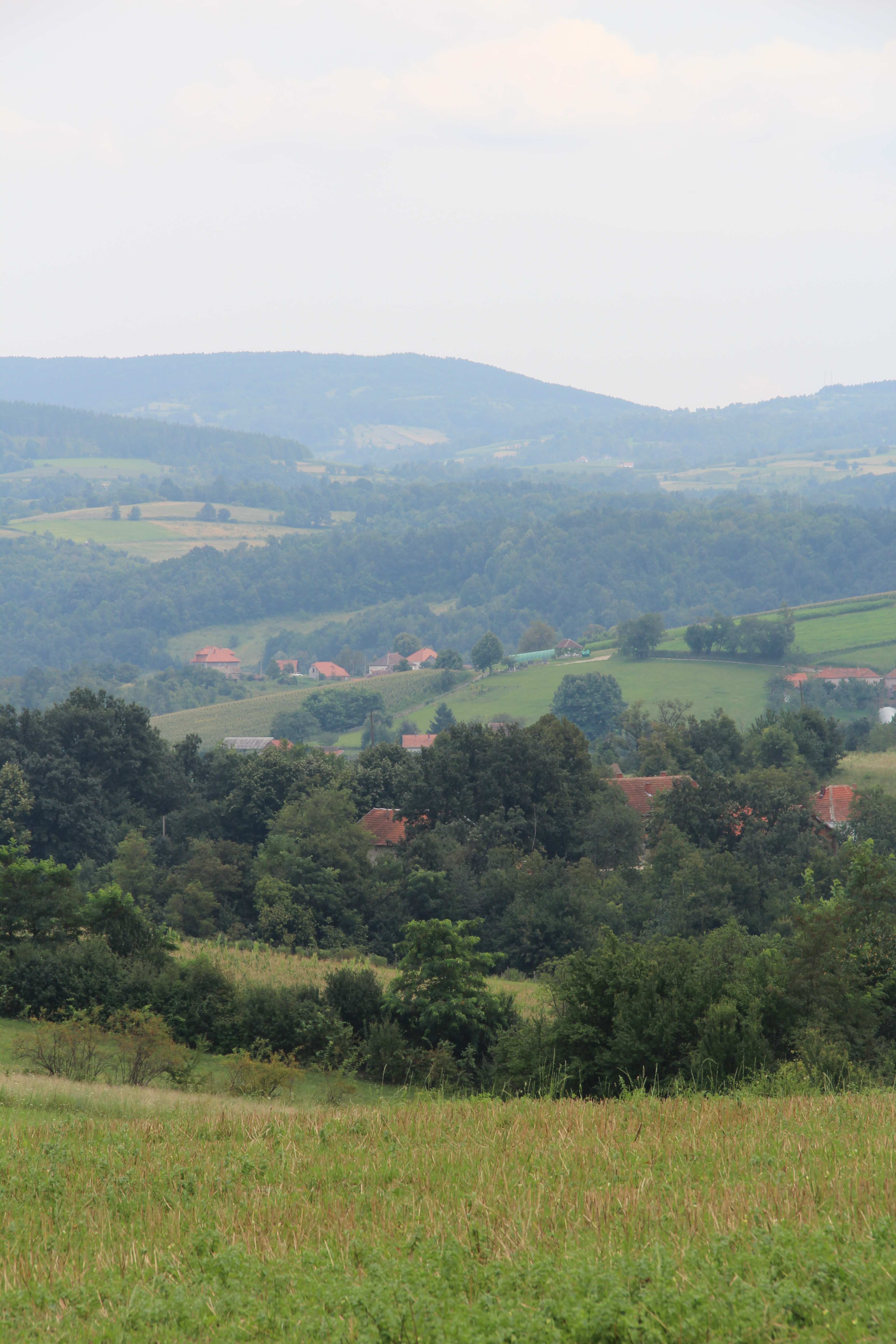
Brangovic - panorama
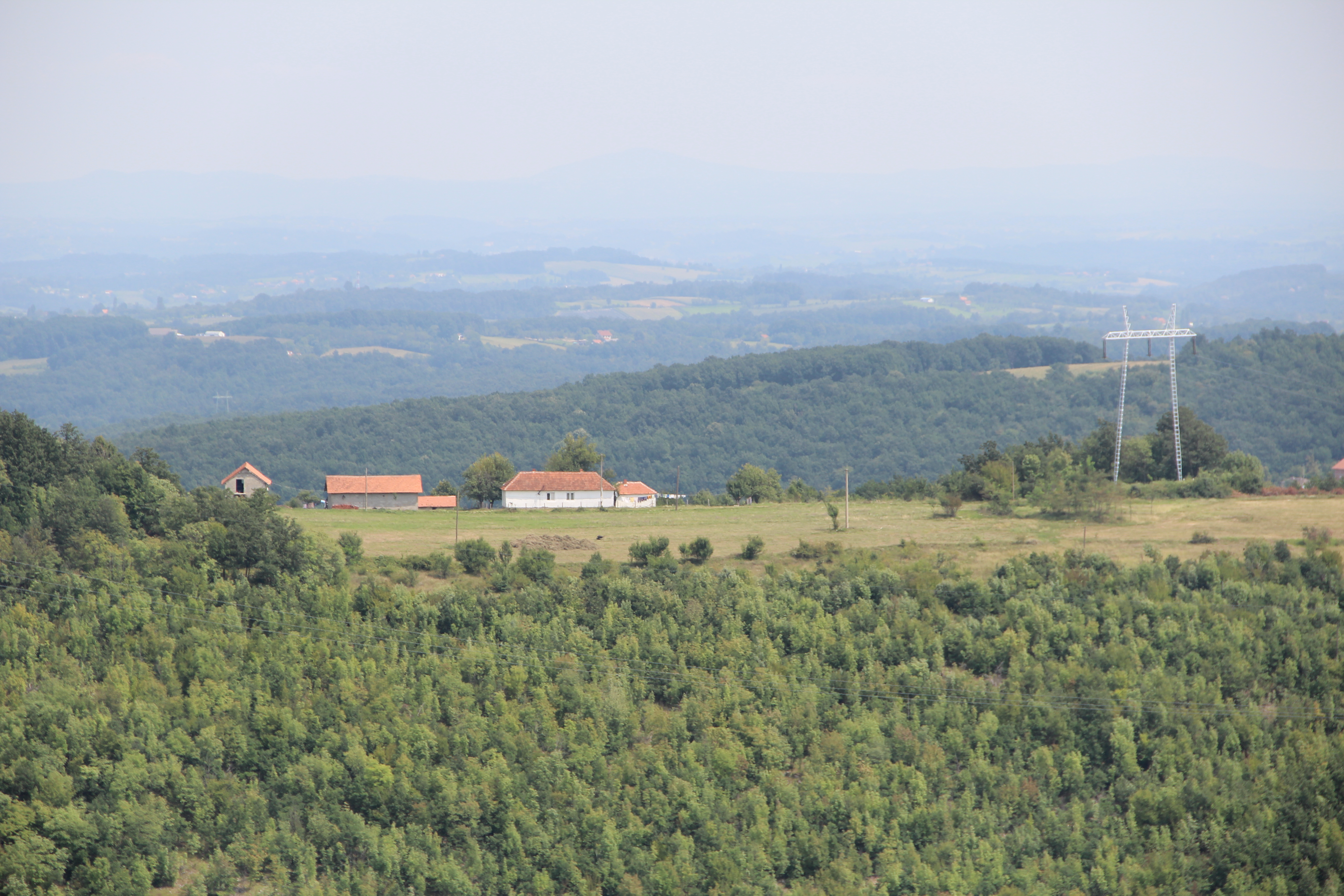
Brangovic - panorama
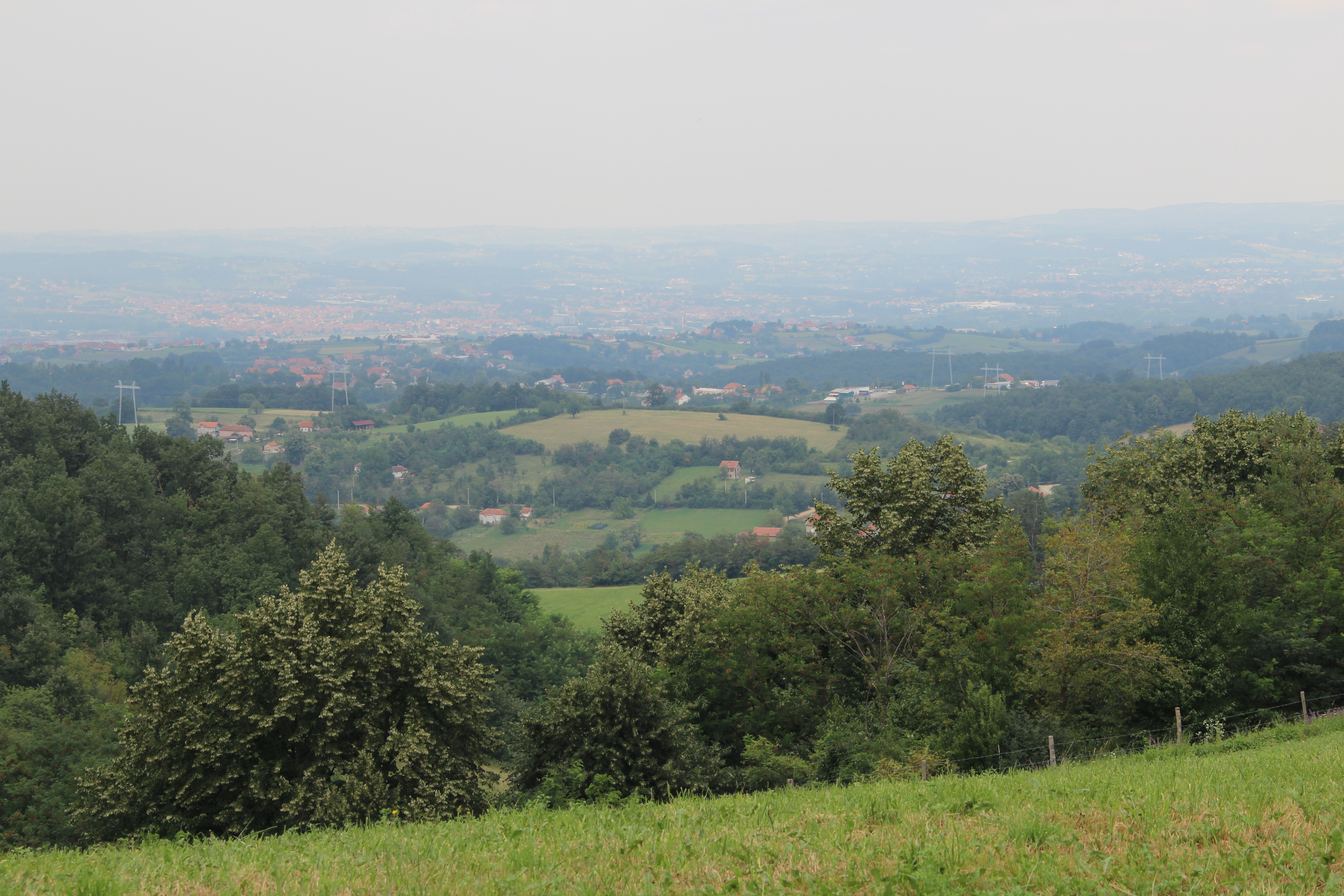
Brangovic - panorama
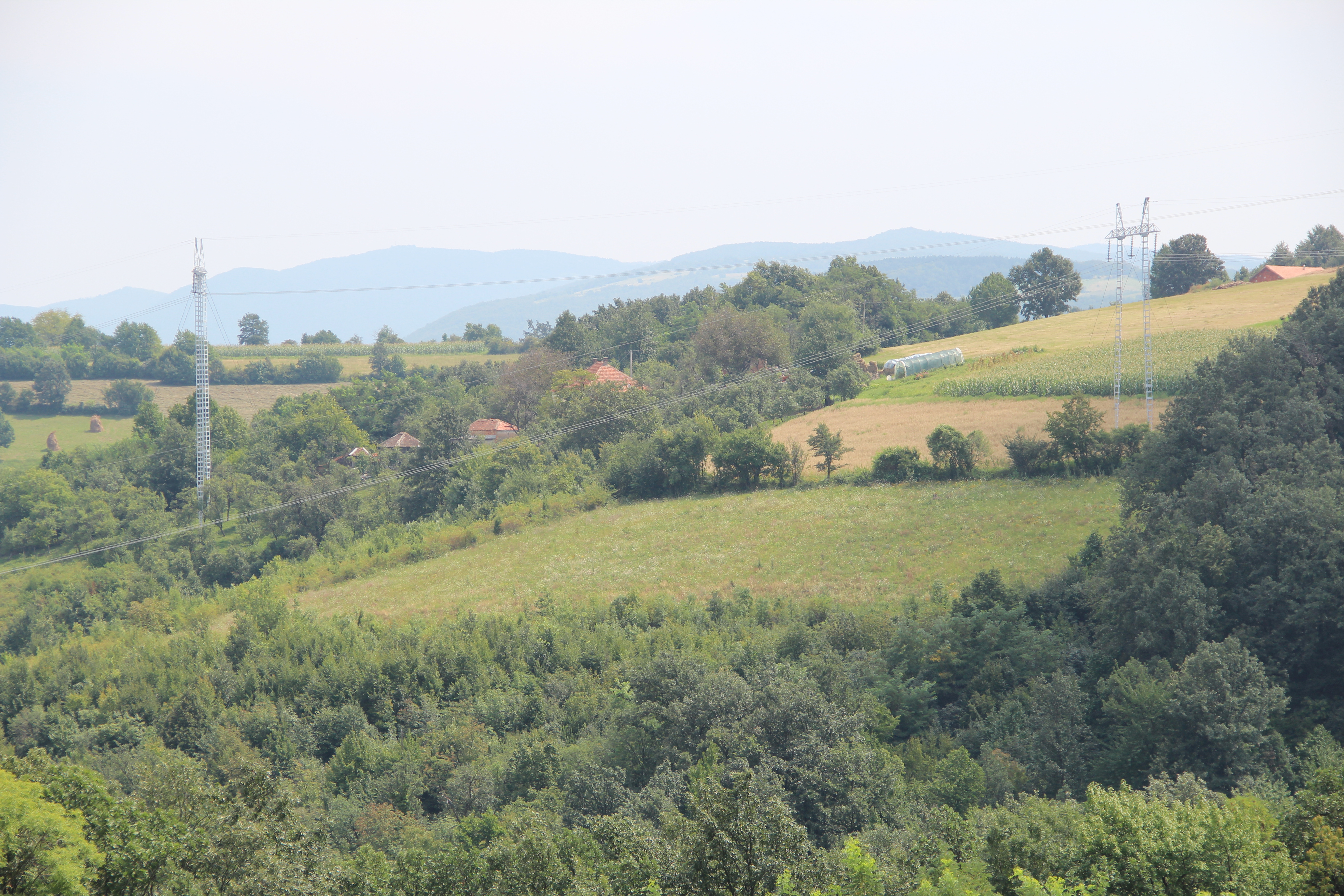
Brangovic - panorama

## Démographie
| 1948 | 1953 | 1961 | 1971 | 1981 | 1991 | 2002 | 2011 |
| ---- | ---- | ---- | ---- | ---- | ---- | ---- | ---- |
| 306  | 303  | 286  | 224  | 214  | 184  | 172  | 136  |

|  |